# Большой Аннгачак
Большо́й Аннгачак — горный хребет в составе хребта Черского. Высочайшая вершина — пик Билибина. Находится на территории Магаданской области.

## География
Расположен в одной из самых южных цепей хребта Черского, севернее Верхнеколымского нагорья. Проходит от реки Левая Сухахы на севере до Колымского водохранилища на юге. Северо-западнее почти параллельно вплотную расположен хребет Малый Аннгачак. Их разделяет озеро и река Эльгення (Эльгенья). У северо-восточного подножия протекает река Правая Сухахы, у восточного склона находится озеро Джека Лондона.
Ранее самой высокой вершиной Большого Аннгачака и всей Магаданской области считался пик Абориген, но после уточнения (до 2286 метров) высочайшей точкой стал пик Билибина — 2292,8 метра. После исследования в июле 2020 года высочайшей точкой Магаданской области стала безымянная вершина высотой 2337 метров в хребте Охандя. Также одними из самых высоких вершин хребта являются безымянные пики — высотой 2266 метров (между пиками Билибина и Абориген) и 2252 метра (западнее пика Билибина).
В хребте берут начало реки Тарынок, Левая Вилка, Вилка, Сатурн, Правый Сатурн, Дымка, Мустах, Правый Мустах, Кедровка, Като, Помни, Левый Тыэллах, Левая Сухахы, Правая Сухахы, Пурга и другие, ручьи Неудачный, Контактовый, Восьмиозёрный, Левый Восьмиозёрный, Подземный, Увальный, Развальный, Прохладный и другие.
Хребет разделяет Тенькинский городской округ на западе и Ягоднинский городской округ на востоке.